# Erythrina sigmoidea
Erythrina sigmoidea là một loài thực vật có hoa trong họ Đậu. Loài này được Hua miêu tả khoa học đầu tiên.